# بخش خلیفان
بخش خلیفان یکی از بخش‌های تابعه شهرستان مهاباد در استان آذربایجان غربی در شمال غربی ایران است.

## تقسیمات کشوری
دهستان‌های بخش مرکزی
- دهستان کانی‌بازار
- دهستان منگور شرقی

شهرها: خلیفان.

## جمعیت
بنابر سرشماری مرکز آمار ایران، جمعیت بخش خلیفان شهرستان مهاباد در سال ۱۳۸۵ برابر با ۱۸۰۶۶ نفر بوده است.